# Stanley Milgram
Stanley Milgram (Nueva York, 15 de agosto de 1933-Nueva York, 20 de diciembre de 1984) fue un psicólogo graduado de la Universidad de Harvard que condujo los experimentos del mundo pequeño (la fuente del concepto de los seis grados de separación) y el experimento de Milgram sobre la obediencia a la autoridad. De familia hebrea, su padre era húngaro y su madre rumana.
Aunque se lo considera uno de los más importantes psicólogos del siglo XX, Milgram nunca estudió psicología durante sus estudios de ciencias políticas en Queens College (Nueva York), donde se graduó en 1954. Se presentó a un postgrado en psicología social en la Universidad de Harvard y fue rechazado inicialmente por carecer de estudios de psicología. Fue aceptado en 1954 después de tomar seis cursos de psicología y se graduó en 1960. Posteriormente, ejerció la docencia en Yale, Harvard, y durante la mayor parte de su carrera como profesor en la City University of New York Graduate Center hasta su fallecimiento en 1984.
Milgram obtuvo notoriedad por su experimento acerca de la obediencia, llevado a cabo en los sótanos del Linsly-Chittenden Hall de la Universidad de Yale durante 1961, tres meses después de iniciarse en Jerusalén el procesamiento del criminal de guerra nazi Adolf Eichmann (1906-1962). De hecho, Milgram estuvo muy influenciado por los sucesos relacionados con el Holocausto. El experimento mostró, de forma inesperada, que una elevada proporción de sujetos cumplían al pie de la letra las órdenes dadas, a pesar de mostrarse reacios a ello. Milgram describió por primera vez dicha investigación en un artículo de 1963 publicado en el Journal of Abnormal and Social Psychology y, más adelante, analizó en profundidad los resultados obtenidos en su libro de 1974 Obedience to Authority: An Experimental View.
Su experimento del mundo pequeño, desarrollado durante su estancia en Harvard, permitió analizar el grado de interconexión de las redes sociales humanas, así como acuñar el concepto de los seis grados de separación. Más adelante, Milgram implementó una técnica de creación de agentes sociales híbridos (denominados cyranoides), que desde entonces ha sido empleada para investigar aspectos relacionados con la autopercepción y la percepción social.
Es considerado una de las figuras más relevantes en la historia de la psicología social. Una encuesta realizada por la Review of General Psychology, publicada en 2002, situó a Milgram en el puesto 46 de entre los psicólogos más citados del siglo XX.
Murió en 1984 de un ataque al corazón a la edad de 51 años en su ciudad de nacimiento, Nueva York.